# Montizón
Montizón település Spanyolországban, Jaén tartományban. Montizón Chiclana de Segura, Castellar és Villamanrique községekkel határos. Lakosainak száma 1585 fő (2024).

## Népesség
A település népessége az elmúlt években az alábbi módon változott:
| Lakosok száma | 1974 | 1999 | 1932 | 1904 | 1904 | 1797 | 1745 | 1725 | 1606 | 1585 |
|               | 2001 | 2004 | 2007 | 2009 | 2012 | 2014 | 2017 | 2019 | 2022 | 2024 |